# Ludwik Fiszer (1890–1962)

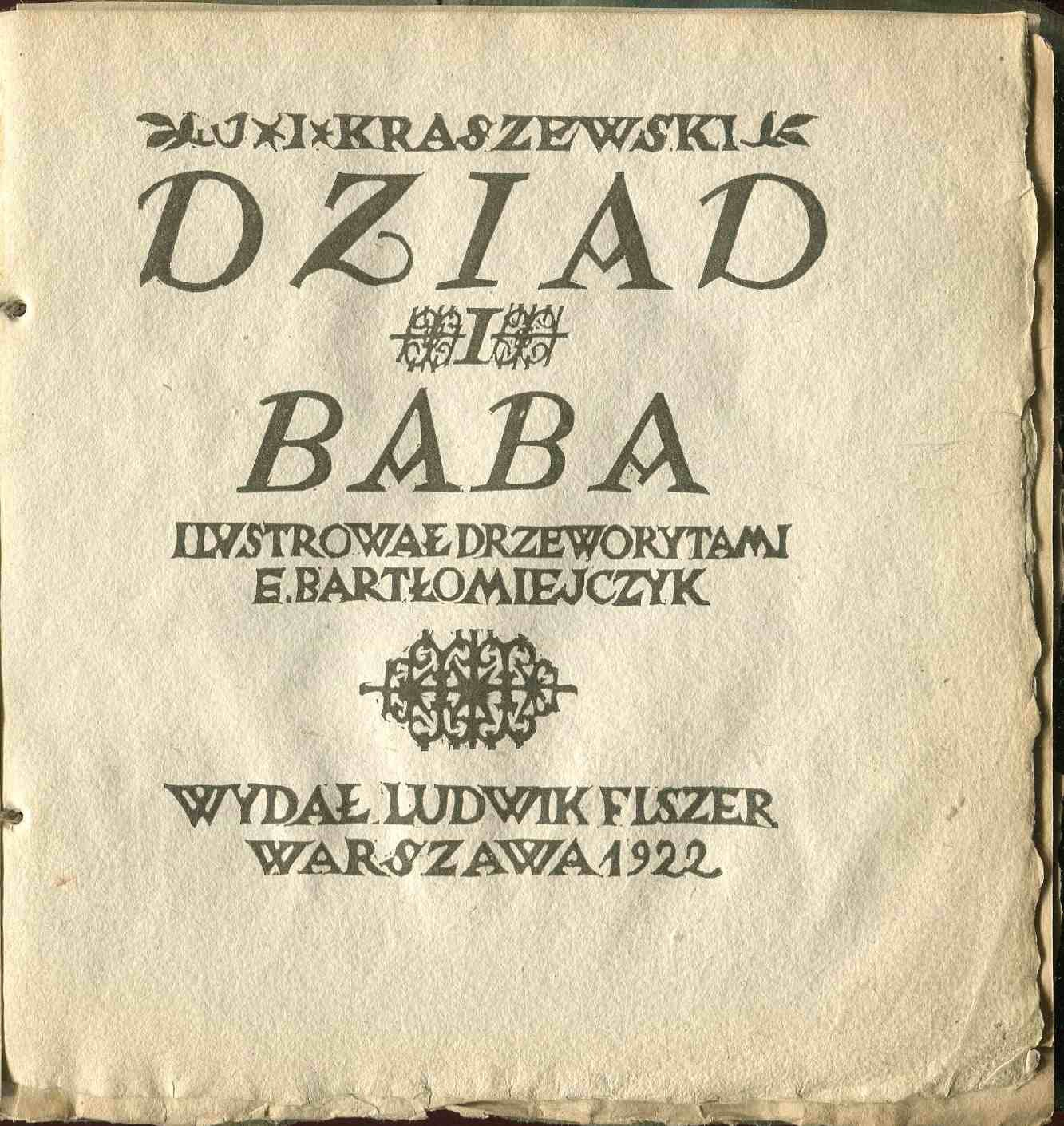
Dziad i baba – karta tytułowa książki ksylograficzna wydanej przez Ludwika Fiszera, 1922

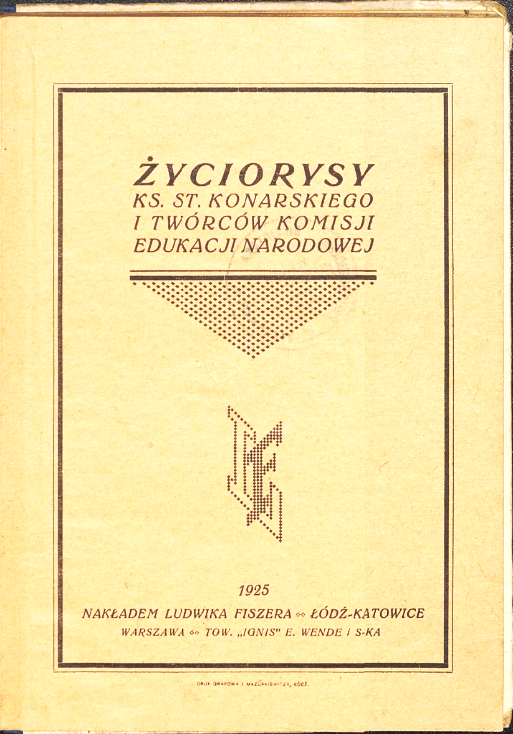
Życiorysy ks. St. Konarskiego i twórców Komisji Edukacji Narodowej – karta tytułowa książki wydanej przez Ludwika Fiszera, 1925

Rudolf Ludwik Fiszer (ur. 13 maja 1890 w Łodzi, zm. 11 maja 1962 w Warszawie) – polski księgarz i wydawca.

## Życiorys
Założyciel polskiej gałęzi rodu Fiszerów – Adam Adolf i jego żona – Henryetta z Hofmanów, przybyli na ziemie polskie ze Strasburga w Alzacji i osiedli w Łodzi. Jego ojciec – Ludwik senior, podobnie jak dziadek – Adam i młodszy brat – Kazimierz, był księgarzem i wydawcą. Od dzieciństwa interesował się książkami, spędzając dużo czasu w księgarni ojca i m.in. zapoznając się z jej funkcjonowaniem.
W wieku 19 lat wyjechał na praktykę do Lipska, a potem Paryża i Londynu. W 1911 sprzedał swoje udziały w łódzkiej firmie ojca i kupił warszawską księgarnię sortymentową E. Wende i Spółka, mieszczącą się w kamienicy Beyera przy ul. Krakowskie Przedmieście 9. Nie zmienił jej nazwy, ale znacznie ją powiększył i nadał charakter naukowy. Rozwinął także, ograniczoną  wcześniej, działalność wydawniczą.
W okresie poprzedzającym I wojnę światową wprowadził do sprzedaży serie czytelnicze takie jak „Biblioteka Naukowa Wendego”, „Wendego Biblioteka Klasyków Polskich” i „Biblioteka Historyczna”. Publikował także czasopisma: „Książka” (1901–1913) z dodatkiem „Miesięcznik Bibliograficzny” i „Życie Polskie”. Ponadto w latach 1913–1914 wydawał dodatki do „Świata” („Wśród książek – Poradnik Bibliograficzny”) i „Wsi Ilustrowanej”  („Co czytać”). W ramach działalności oświatowej i edukacyjnej publikował albumy i elementarze oraz prowadził Polską Składnicę Pomocy Szkolnych.
Po zakończeniu I wojny światowej wraz z Jakubem Mortkowiczem, Janem Gebethnerem,  Gustawem Wolffem, Zygmuntem Arctem i in. założył Towarzystwo Księgarni Kolejowych „Ruch”. W tym samym roku wraz z Janem Ignacym Majewskim, dyrektorem „Ruchu”, kupił księgarnię Mariana Niemierkiewicza w Poznaniu, która potem działała pod szyldem: Fiszer i Majewski „Księgarnia Uniwersytecka” Sp. z o.o. Od 1929 – po jej odsprzedaży – do zamknięcia w 1940 nosiła nazwę: Jan Jachowski  „Księgarnia Uniwersytecka”.
W 1920 w warszawskiej firmie jego młodszy brat z Łodzi – Kazimierz rozpoczął, trwającą rok, praktykę księgarsko–wydawniczą. Tymczasem w tymże 1920 władze Polskiej Partii Socjalistycznej, do której już wcześniej był zbliżony, zaproponowały mu utworzenie i prowadzenie wydawnictwa partyjnego. Firma powstała pn. Towarzystwo Wydawnicze „Ignis” Sp. akc., a on sam objął funkcję prezesa zarządu. Siedziba nowego wydawnictwa mieściła się w Warszawie w lokalu jego księgarni E. Wende. Początkowo oficyna, dysponując sporymi środkami finansowymi, dobrze prosperowała. Współpracowała ze znanymi pisarzami, podjęła publikację serii „Książki Ignisa”, którą stanowiły wybitne utwory literackie, i przejęła wydawanie pisma „Skamander”. Miała nawet oddziały w Bydgoszczy, Siedlcach i Toruniu. Niestety jego późniejsze, nietrafne decyzje finansowe, panująca w Polsce niestabilna sytuacja bankowa oraz reforma walutowa doprowadziły do bankructwa i zamknięcia „Ignisa” wraz z filiami w 1925.
Upadłość przedsiębiorstwa nie powstrzymała go od kontynuowania działalności wydawniczej. Jeszcze w 1925 wprowadził do sprzedaży serię tanich powieści pn. „Biblioteka Groszowa” w cenie 95. gr. za egzemplarz. Ukazywały się co tydzień i od 1925 do 1927, kiedy były wydawane, liczba tytułów wyniosła ponad 200. W pierwszych kilkunastu miesiącach sprzedaż przynosiła zyski, lecz późniejsze, nieuczciwe działania konkurencji – publikowanie podobnych wydawnictw o zaniżonych cenach – doprowadziły do spadku zainteresowania jego ofertą. W rezultacie podjął decyzje o definitywnym zamknięciu firmy Ignis–Wende.
W lutym 1929 wyjechał na dłużej do Brazylii. W Rio de Janeiro wydawał „Przegląd Polsko-Brazylijski”. Po powrocie do Polski założył w 1933 w Warszawie mały antykwariat–księgarnię przy ul. Marszałkowskiej 58, który funkcjonował do wybuchu II wojny światowej. Po zakończeniu okupacji niemieckiej w stolicy już w lutym 1945 rozpoczął działalność w swoim dawnym, nieznacznie tylko zniszczonym lokalu.

Halina Pfeiffer-Milerowa (Związek Księgarzy Polskich): Przypominam sobie, jak spotkaliśmy się na wielkim targowisku przed hotelem „Polonia” (Aleje Jerozolimskie, róg ul. Marszałkowskiej, niedaleko ruin dworca kolejowego „Warszawa Centralna”). Ja szukałam szczotki do zamiatania, a pan Lunio (tak nazywali go przyjaciele) oczywiście szukał książek. Wśród warszawskiej biedoty wyglądał jak postać z innego świata: w meloniku na głowie, trzymając w zębach resztki tlącego się papierosa, w ramionach niósł już około ośmiu woluminów.

W 1950 władza ludowa powołała monopolistyczne przedsiębiorstwo księgarskie Dom Książki, jednocześnie upaństwawiając – de facto konfiskując – wszystkie prywatne księgarnie i antykwariaty. Po dziesiątkach lat pracy w charakterze pracodawcy musiał stać się pracownikiem. Od 1953 był kierownikiem antykwariatu Domu Książki na Starym Mieście. W 1959 nakładem wydawnictwa „Czytelnik” ukazała się jego książka Wspomnienia starego księgarza.
Pochowany na cmentarzu ewangelicko–augsburskim w Warszawie (kwatera AL58A/1/21).

## Życie prywatne
Był żonaty z Luaną, właśc. Frances Muriel z d. Brzozowską (1919–1962),  znacznie młodszą od niego malarką–amatorką (mimo to miała wystawę swoich obrazów w kawiarni Związku Literatów Polskich przy Krakowskim Przedmieściu). Owocem ich małżeństwa była córka – Joanna Matylda.

## Uwaga
1. ↑  Na temat jego małżeństwa brak szerszej informacji.